# Amolops mantzorum
Amolops mantzorum es una especie de anfibio anuro del género Amolops de la familia Ranidae.
Se distribuye por China y Bután.